# 核动力运行研究所
核动力运行研究所，全称中核集团核动力运行研究所（Research Institute of Nuclear Power Operation，RINPO），是中国核工业集团公司成员单位。地址位于武汉市东湖新技术开发区民族大道1021号。
核动力运行研究所组建于1982年，隶属于中国核工业集团公司，是专业从事核动力运行技术研究和技术服务的科研机构。

## 介绍
核动力运行研究所现已建成保障国家核动力运行安全的技术支持与后援体系，在核动力蒸汽发生器等主要设备的研究试验设计、核动力役前/在役检查及无损检验、核动力仿真与虚拟技术和模拟机的研制开发、核动力工程应用软件研制开发、核动力系统和设备老化管理、核动力维修及其它技术保障以及核动力运行评估及经验反馈、核电厂反应堆操纵人员执照考核和心理测评、核电人员绩效和培训管理、核电安全审评、安全与质量管理、核电资产管理项目实施和运维等技术领域处于国际先进、国内领先地位。
核动力运行研究所现有职工900余人，其中正、副级研究员100余人，中级研究人员300余人。全所占地约12.95万平方米，包括2.9万平方米的办公面积和2.8万平方米的试验室面积。
核动力运行研究所拥有高温高压综合试验台架等多个大型核动力设备试验台架；拥有反应堆压力容器、蒸汽发生器、稳压器等各类核动力设备及管道的役前和在役检查装备；具有自主知识产权的核动力仿真模拟机开发平台；拥有核动力工程仿真机、核动力应急运行技术后援系统、核动力用各种数据库及工程应用软件开发技术。此外，核动力运行研究所还担负国家原子能机构、科工局、能源局、核能行业协会、国家核安全局等政府部门和机构的运行安全技术后援、国内核电厂运行安全评估等工作。
近年来，核动力运行研究所的国际交流与合作日益广泛，现已与20多个核能国家、地区及国际原子能机构、世界核电营运者协会等国际机构建立了长期稳定的合作关系和业务往来，并把核能技术服务成功地推向国际市场。科研成果不断涌现，获国家级特等奖、国家科学大会奖和部（委）级以上科研成果奖180余项。享有国家授予的科技产品进出口经营权资格。先后被授予“守合同重信誉技术贸易单位”、“省级最佳文明单位”等荣誉称号。